# ويليام ماكدونالد (قاتل متسلسل)
ويليام ماكدونالد (بالإنجليزية: William MacDonald) هو قاتل متسلسل أسترالي، ولد في 17 يونيو 1924 في ليفربول في المملكة المتحدة، وتوفي في 12 مايو 2015 في سيدني في أستراليا.